# 村上まなつ
村上 まなつ（むらかみ まなつ、1999年8月24日 - ）は、日本の女性声優。神奈川県出身。81プロデュース所属。

## 略歴
声優になろうと思ったきっかけは『HUNTER×HUNTER（第2作）』と『ココロコネクト』で沢城みゆきがそれぞれ異なるキャラを同時期に演じていることに感動したことから。当時は中学時代、女子サッカー部に所属していたが、中学2、3年生の時に大雨でテストが飛び、暇していたところ、同じ部活の友人から『ココロコネクト』を勧められて電車の広告でも見かけたため、「これは運命かも……」と意識しながら観ていたという。父が買っていた『週刊少年ジャンプ』を小学4年生くらいから高校生まで読んでいたたため、『HUNTER×HUNTER』は元々観ており、小学4年生になる前もこっそり読んでいたという。父からの影響は2023年時点でも大きく、興味があり、漫画はお互いに買ってきたり、「この漫画面白そうなんだよね」と話していたところ、4日後くらいに買ってきてくれたりしていたという。
毎年、AnimeJapanに行き、「声優さんってほんとに存在してるんだ……」と感銘を受けたり、『マクロスΔ』のワルキューレのライブにも行き、『THE IDOLM@STER』のDVDも観ていたという。アニメも、学校から帰ったところ、部屋に夕食を持ってきてもらうくらい観ており、アニソン、声優アーティストの曲にもどっぷりで、友人を上回る知識を身に付けていたという。
声優になりたいと思ったきっかけは憧れてはいたが、当時は声に特徴がなく、「なれるわけない」と思っていたという。しかし憧れが止まらず、「趣味で終わらせようかな」と漫画の音読をしたりしていたという。家族がその様子に気づいて声をかけてくれたが、恥ずかしく高校生になってから、同世代の人物達が声優として活動しているのを知っていたという。その時に「本当にやりたいのなら動き出さないと間に合わないかも」と焦り、やって無理なら断念するつもりで、母に養成所の資料を渡していた。それでもまだ「声優になりたい」とは言えなく、「趣味の習い事として通いたい」と伝えていたという。その後はインターネットなどで声優のことを調べたり、色々なアニメを見たりしていくうちに、「演技や声優の仕事が楽しそうだ」と思い、高校3年生の頃から養成所に通い始める。
日本ナレーション演技研究所出身。日ナレ時代は恥を捨てて演技をすることができるようになり、演じることが楽しくなっていったという。しかし、実力が追いつかず、1年目の所属オーディションで落選。「やっぱりプロにはなれないんだな、諦めよう」と、結構落ち込んでいたという。当時、講師だった原田マサオが、「あなたならきっとなれるから、2年目も頑張ってみたら？」と励ましてくれて、「プロの方がそう言ってくださるなら……」と思い、もう1年通うことにしたという。2年目で合格の通知を受けた時は信じられなく、電話で「もう一回聞いてもいいですか？」と聞き返していたという。2018年10月1日、同養成所の関連会社であるアライズプロジェクトへの所属が発表された。
マイク前での初めての仕事は『フレッシュ夏フェス隊!』のナレーションだった。
2019年より声優ユニット「DIALOGUE+」にメンバーとして参加する。
2022年、『明日ちゃんのセーラー服』の明日小路役でテレビアニメ初主演。
2025年1月31日をもってアライズプロジェクトを退所。フリー期間を経て、4月1日より81プロデュースにジュニアとして所属。

## 人物
特技には縦開脚と手の筋はずし、趣味にはダンスとクレープ作成動画の視聴をそれぞれ挙げている。
中学時代はサッカー部、高校時代は軽音学部に所属していた。

## 出演
太字はメインキャラクター。

### テレビアニメ
2019年
- かつて神だった獣たちへ（子供E）

2020年
- 無能なナナ（生徒）

2021年
- オッドタクシー（三矢ユキ〈和田垣さくら〉）
- 聖女の魔力は万能です（宮廷の女性、メイド）
- ひげを剃る。そして女子高生を拾う。（女子）
- チート薬師のスローライフ〜異世界に作ろうドラッグストア〜（女）

2022年
- CUE!（九条柚葉）
- 明日ちゃんのセーラー服（明日小路）
- であいもん（美弦の弟、モナカ）
- 継母の連れ子が元カノだった（坂水麻希）
- 黒の召喚士（黒宮雅）

2023年
- ツンデレ悪役令嬢リーゼロッテと実況の遠藤くんと解説の小林さん（生徒A、生徒B、生徒）
- 久保さんは僕を許さない（女子生徒）
- SHY（のっぽ）
- ポーション頼みで生き延びます!（タパニ）

2024年
- 魔王軍最強の魔術師は人間だった（アリステア）
- アイドルマスター シャイニーカラーズ 2nd season（女の子）

2025年
- もめんたりー・リリィ（霞れんげ、少女）
- 黒岩メダカに私の可愛いが通じない（部員C）
- ニートくノ一となぜか同棲はじめました（朝倉陽葵）
- ある魔女が死ぬまで（リリー）
- ＃コンパス2.0 戦闘摂理解析システム（女）
- さわらないで小手指くん（狭山ヶ丘ちよ ）

### 劇場アニメ
- 映画 妖怪ウォッチ FOREVER FRIENDS（2018年）
- 映画 オッドタクシー イン・ザ・ウッズ（2022年、和田垣さくら[33]）

### ゲーム
2019年
- アルテイルNEO（魔術の舞姫チルル）
- アルテイルクロニクル（捧ぐ挽歌リノス）
- CUE!（九条柚葉）

2020年
- ラストピリオド -終わりなき螺旋の物語-（ティフィル）

2022年
- アズールレーン（プリマス）

2023年
- takt op. 運命は真紅き旋律の街を（四季・春）
- ブルーアーカイブ -Blue Archive-（2023年 - 2025年、勘解由小路ユカリ）

### ドラマCD
- ドラマCD「朧月のレゴリス アリス・ギア・アイギス外伝」ようこそムラクモ町田へ / ドラマCD「朧月のレゴリス アリス・ギア・アイギス外伝」ムラクモ町田のマイ・フェア・レディ（2023年、長宗宵月[43]） - 2作品

### 舞台
- 朗読劇『マッチングアプリ:アップルボム(仮)』（2023年7月26日-30日、シアターサンモール）- たまこ 役
- 朗読劇『シアター』（2023年9月20日 - 24日　シアターグリーン BOX in BOX THEATER)
- 朗読劇『シアター』再演（2024年5月15日 - 26日　シアター風姿花伝)　南千沙子 役
- LIAR GAME murder mystery『首切りホテル 〜最後の夜宴〜』（2024年6月14日、飛行船シアター）[44]

### デジタルコミック
- 恋するムツアイ Season1（2019年、雪乃[45]）
- キュンとして、山上くん!（2023年、花村叶、女子高生2－1、スマホから流れる歌）[46]

### インターネットテレビ
- 村上まなつと立花日菜の真夏の日向ぼっこ（2020年 - 、ニコニコ生放送 シーサイドチャンネル）[47]

### ラジオ
※はインターネット配信。
- A&G NEXT STEP HOOOOPE!（2023年 - 、超!A&G+※）[48]

### その他コンテンツ
- 三森すずこ 「シュガーレス・キッス」ミュージックビデオ出演（2021年）[49]

## ディスコグラフィ

### キャラクターソング
| 発売日   | 商品名                                                             | 歌 | 楽曲 | 備考                                                                   |
| 2019年   | 2019年                                                             | 2019年                                                                                                   | 2019年 | 2019年                                                                 |
| -------- | ------------------------------------------------------------------ | --- | --- | ---------------------------------------------------------------------- |
| 11月27日 | Forever Friends                                                    | AiRBLUE                                                                                                  | 「Forever Friends」                                                                                            | ゲーム『CUE!』オープニングテーマ                                       |
| 11月27日 | Forever Friends                                                    | AiRBLUE                                                                                                  | 「さよならレディーメイド」                                                                                     | ゲーム『CUE!』関連曲                                                   |
| 11月27日 | Forever Friends                                                    | Bird | 「Forever Friends」                                                                                            | ゲーム『CUE!』関連曲                                                   |
| 2020年   |                                                                    | | |                                                                        |
| 1月22日  | にこにこワクワク 最高潮！                                          | Bird | 「にこにこワクワク 最高潮！」 「ドリ☆アピ」 「our song」                                                       | ゲーム『CUE!』関連曲                                                   |
| 3月25日  | beautiful tomorrow                                                 | AiRBLUE                                                                                                  | 「beautiful tomorrow」 「私たちはまだその春を知らない」                                                        | ゲーム『CUE!』関連曲                                                   |
| 3月25日  | beautiful tomorrow                                                 | Bird | 「beautiful tomorrow」                                                                                         | ゲーム『CUE!』関連曲                                                   |
| 8月26日  | Colorful/カレイドスコープ                                          | AiRBLUE                                                                                                  | 「Colorful」 「カレイドスコープ」                                                                              | ゲーム『CUE!』関連曲                                                   |
| 8月26日  | Colorful/カレイドスコープ                                          | Bird | 「Colorful」                                                                                                   | ゲーム『CUE!』関連曲                                                   |
| 9月16日  | Override!                                                          | Bird | 「Override!」 「ハミングバード」 「CUTE♡CUTE♡CUTE♡」                                                           | ゲーム『CUE!』関連曲                                                   |
| 2021年   |                                                                    | | |                                                                        |
| 1月6日   | 最高の魔法                                                         | AiRBLUE                                                                                                  | 「最高の魔法」 「白い沿線」                                                                                    | ゲーム『CUE!』関連曲                                                   |
| 1月6日   | 最高の魔法                                                         | Bird | 「最高の魔法」                                                                                                 | ゲーム『CUE!』関連曲                                                   |
| 4月21日  | Talk about everything                                              | AiRBLUE                                                                                                  | 「CUTE♡CUTE♡CUTE♡」 「ミライキャンバス」 「our song」 「Radio is a Friend!」 「マイサスティナー」 「雫の結晶」 | ゲーム『CUE!』関連曲                                                   |
| 6月16日  | 超常恋現象                                                         | ミステリーキッス                                                                                         | 「超常恋現象」 「超常恋現象（Live ver.）」 「波間にKISS」                                                      | テレビアニメ『オッドタクシー』挿入歌                                   |
| 6月16日  | 超常恋現象                                                         | 和田垣さくら（村上まなつ）                                                                               | 「超常恋現象」 「波間にKISS」                                                                                  | テレビアニメ『オッドタクシー』関連曲                                   |
| 2022年   |                                                                    | | |                                                                        |
| 1月26日  | スタートライン/はじまりの鐘の音が鳴り響く空                        | AiRBLUE                                                                                                  | 「スタートライン」                                                                                             | テレビアニメ『CUE!』オープニングテーマ                                 |
| 1月26日  | スタートライン/はじまりの鐘の音が鳴り響く空                        | AiRBLUE                                                                                                  | 「はじまりの鐘の音が鳴り響く空」                                                                               | テレビアニメ『CUE!』エンディングテーマ                                 |
| 1月26日  | スタートライン/はじまりの鐘の音が鳴り響く空                        | AiRBLUE                                                                                                  | 「空合ぼくらは追った」                                                                                         | テレビアニメ『CUE!』関連曲                                             |
| 1月26日  | スタートライン/はじまりの鐘の音が鳴り響く空                        | Bird | 「スタートライン」 「はじまりの鐘の音が鳴り響く空」                                                            | テレビアニメ『CUE!』関連曲                                             |
| 3月16日  | CUE! BD第1巻 きゃにめ特典CD                                        | 九条柚葉（村上まなつ）                                                                                   | 「Forever Friends」                                                                                            | テレビアニメ『CUE!』関連曲                                             |
| 3月30日  | オッドタクシー Blu-ray BOX特典キャラクターソングEP                 | ミステリーキッス                                                                                         | 「アセビ」 | テレビアニメ『オッドタクシー』関連曲                                   |
| 4月20日  | CUE! BD第2巻特典CD                                                 | 九条柚葉（村上まなつ）                                                                                   | 「beautiful tomorrow」 「Colorful」 「最高の魔法」 「ミライキャンバス」                                        | テレビアニメ『CUE!』関連曲                                             |
| 4月20日  | CUE! BD第2巻 きゃにめ特典CD                                        | 九条柚葉（村上まなつ）                                                                                   | 「さよならレディーメイド」                                                                                     | テレビアニメ『CUE!』関連曲                                             |
| 4月27日  | 明日ちゃんのセーラー服 BD / DVD 第1巻完全生産限定版特典CD          | 蠟梅学園中等部1年3組                                                                                     | 「はじまりのセツナ」                                                                                           | テレビアニメ『明日ちゃんのセーラー服』オープニングテーマ               |
| 5月25日  | 明日ちゃんのセーラー服 BD / DVD 第2巻完全生産限定版特典CD          | 明日小路（村上まなつ）                                                                                   | 「風にまかせて」                                                                                               | テレビアニメ『明日ちゃんのセーラー服』エンディングテーマ               |
| 6月15日  | CUE! BD第4巻 きゃにめ特典CD                                        | 九条柚葉（村上まなつ）                                                                                   | 「スタートライン」 「はじまりの鐘の音が鳴り響く空」                                                            | テレビアニメ『CUE!』関連曲                                             |
| 6月29日  | 明日ちゃんのセーラー服 BD / DVD 第3巻完全生産限定版特典CD          | 明日小路（村上まなつ）                                                                                   | 「Baton」 | テレビアニメ『明日ちゃんのセーラー服』エンディングテーマ               |
| 2024年   |                                                                    | | |                                                                        |
| 1月21日  | 澄んだ青空、萌ゆる心                                               | カスミ（上坂すみれ）、ユカリ（村上まなつ）、モミジ（大亀あすか）、ハレ（貝原怜奈）、エイミ（松永あかね） | 「澄んだ青空、萌ゆる心」                                                                                       | ゲーム『ブルーアーカイブ -Blue Archive-』関連曲                        |
| 2025年   |                                                                    | | |                                                                        |
| 5月14日  | 「ニートくノ一となぜか同棲はじめました」エンディングテーマソングス | 朝倉陽葵（村上まなつ）                                                                                   | 「LOVE米おかわりください！」                                                                                   | テレビアニメ『ニートくノ一となぜか同棲はじめました』エンディングテーマ |

### ユニットメンバー
1. 1 2 3 4 5 6  六石陽菜（内山悠里菜）、鷹取舞花（稗田寧々）、鹿野志穂（守屋亨香）、月居ほのか（緒方佑奈）、天童悠希（鷹村彩花）、赤川千紗（宮原颯希）、恵庭あいり（飯塚麻結）、九条柚葉（村上まなつ）、夜峰美晴（安齋由香里）、神室絢（松田彩希）、宮路まほろ（山口愛）、日名倉莉子（鶴野有紗）、丸山利恵（立花日菜）、宇津木聡里（小峯愛未）、明神凛音（佐藤舞）、遠見鳴（土屋李央）
2. 1 2 3 4 5 6  天童悠希（鷹村彩花）、赤川千紗（宮原颯希）、恵庭あいり（飯塚麻結）、九条柚葉（村上まなつ）
3. 1 2  二階堂ルイ（三森すずこ）、市村しほ（小泉萌香）、和田垣さくら（村上まなつ）
4. ↑  明日小路（村上まなつ）、木崎江利花（雨宮天）、兎原透子（鬼頭明里）、古城智乃（若山詩音）、谷川景（関根明良）、鷲尾瞳（石上静香）、水上りり（石川由依）、平岩蛍（麻倉もも）、四条璃生奈（田所あずさ）、神黙根子（伊藤美来）、龍守逢（伊瀬茉莉也）、峠口鮎美（三上枝織）、蛇森生静（神戸光歩）、苗代靖子（本渡楓）、戸鹿野舞衣（白石晴香）、大熊実（小原好美）